# Cyclo Bohème
La Cyclo Bohème (anciennement Indre à vélo) est une véloroute française qui suit le cours de la rivière Indre de Bréhémont (Indre-et-Loire) à Saint-Priest-la-Marche (Cher) et se poursuit en Creuse jusqu'à Chambon-sur-Voueize.
Elle correspond à la V49 du schéma national des véloroutes et voies vertes en France et présente des connexions avec d'autres véloroutes. Le parcours se déroule presque en totalité sur des voies partagées.

## Histoire
Le projet de la Cyclo Bohème est à l'origine issu de la volonté de quatre communautés de communes (d'Azay-le-Rideau, du Val de l'Indre, de Loches Développement et de Bléré Val de Cher) comme investissement touristique sur le long terme. L'inauguration officielle date de juin 2010. La véloroute se nomme alors l'Indre à vélo.

Ancien logo de la véloroute alors nommée l'Indre à vélo

En août 2023 le Comité d’itinéraire de L’Indre à Vélo réalise un travail de dénomination de la marque de l’itinéraire cyclable, et une étude est faite en prenant en compte l'avis des usagers, touristes et acteurs du territoire. Fin 2024 l'itinéraire est rebaptisé la Cyclo Bohème. L'objectif de ce changement de nom est de renforcer l'attractivité de l'itinéraire,.

## Description
La V49 traverse la Touraine et le Berry ainsi que 4 départements : l'Indre-et-Loire, l'Indre, le Cher et la Creuse. Son parcours suit le cours de l'Indre depuis Bréhémont jusqu'à Saint-Priest-la-Marche où se trouve la source, mais il est rarement sur les berges de la rivière. Le parcours se poursuit ensuite jusqu'à Chambon-sur-Voueize. Au global le tracé est presque en totalité sur des voies partagées, départementales et petites routes peu fréquentées. Il devient plus vallonné à partir de La Châtre.
À Bréhémont se trouve la jonction avec la Loire à vélo, trajet avec lequel se confond une antenne de la V49 en direction de Rigny-Ussé permettant de prolonger le parcours jusqu'à la confluence de l'Indre avec la Loire. Au total le tracé possède quatre antennes :
- Bréhémont / Rigny-Ussé : longue de 8 km, cette antenne emprunte le tracé de la Loire à vélo pour rejoindre la confluence de l'Indre et la Loire
- Loches / Chenonceaux : longue de 32 km, cette antenne rejoint Chenonceaux et permet de faire une liaison avec la Loire à vélo
- Buzançais / Argy : longue de 10 km, cette antenne rejoint Argy
- Buzançais / Les étangs de la Brenne : longue de 17 km, cette antenne permet de rejoindre le Parc naturel régional de la Brenne.

Le parcours est également connecté à la Scandibérique (EuroVelo 3) à Châteauroux, ainsi qu'à Saint-Jacques à vélo - Via Vézelay (V56), la Vagabonde (V87) et le Tour de Creuse à vélo. Le parcours se déroule presque en totalité sur des voies partagées, départementales et petites routes peu fréquentées.

## Itinéraire
Le site officiel présente un itinéraire découpé en huit étapes, décrites dans le sens nord-sud :
| Étape                                        | Coordonnées départ          | Distance (km) | Dénivelé positif (m) | Difficulté | Points d'intéret                                                                                                 |
| -------------------------------------------- | --------------------------- | ------------- | -------------------- | ---------- | --- |
| Bréhémont → Montbazon                        | 47° 17′ 45″ N, 0° 21′ 23″ E | 33            | 126                  | Facile     | Château d'Azay-le-Rideau, Château de l'Islette,Château de Candé, Musée Maurice-Dufresne, Vallée des Goupillières |
| Montbazon → Loches                           | 47° 17′ 18″ N, 0° 42′ 52″ E | 39,07         | 236                  | Facile     | Site castral de Montbazon, Cité royale de Loches                                                                 |
| Loches → Châtillon-sur-Indre                 | 47° 07′ 45″ N, 0° 59′ 46″ E | 24,34         | 80                   | Facile     | Abbatiale Saint-Pierre-Saint-Paul de Beaulieu-lès-Loches                                                         |
| Châtillon-sur-Indre → Buzançais              | 46° 59′ 24″ N, 1° 10′ 30″ E | 28,79         | 160                  | Facile     | |
| Buzançais → Châteauroux                      | 46° 53′ 27″ N, 1° 25′ 24″ E | 34,40         | 137                  | Facile     | Château Raoul, Église Notre-Dame de Châteauroux                                                                  |
| Châteauroux → La Châtre                      | 46° 48′ 37″ N, 1° 41′ 28″ E | 55,98         | 284                  | Moyen      | Domaine de George Sand, Fresques de l'église Saint-Martin de Vic                                                 |
| La Châtre → Saint-Priest-la-Marche           | 46° 34′ 59″ N, 1° 59′ 16″ E | 40            | 598                  | Moyen      | Source de l'Indre                                                                                                |
| Saint-Priest-la-Marche → Chambon-sur-Voueize | 46° 27′ 00″ N, 2° 10′ 38″ E | 51            | 786                  | Moyen      | Château de Boussac, Pierres Jaumâtres                                                                            |

ainsi que quatre antennes :
| Étape                           | Coordonnées départ          | Distance (km) | Dénivelé positif (m) | Difficulté | Points d'intéret                   |
| ------------------------------- | --------------------------- | ------------- | -------------------- | ---------- | ---------------------------------- |
| Bréhémont → Rigny-Ussé          | 47° 17′ 45″ N, 0° 21′ 23″ E | 8             | 1                    | Facile     | Château d'Ussé                     |
| Loches → Chenonceaux            | 47° 07′ 45″ N, 0° 59′ 46″ E | 32            | 199                  | Facile     | Chédigny, Château de Chenonceau    |
| Buzançais → Argy                | 46° 53′ 27″ N, 1° 25′ 24″ E | 10            | 28                   | Facile     | Train du Bas-Berry                 |
| Buzançais → Étangs de la Brenne | 46° 53′ 27″ N, 1° 25′ 24″ E | 17            | 35                   | Facile     | Parc naturel régional de la Brenne |

### Patrimoine et points d'intérêt touristique

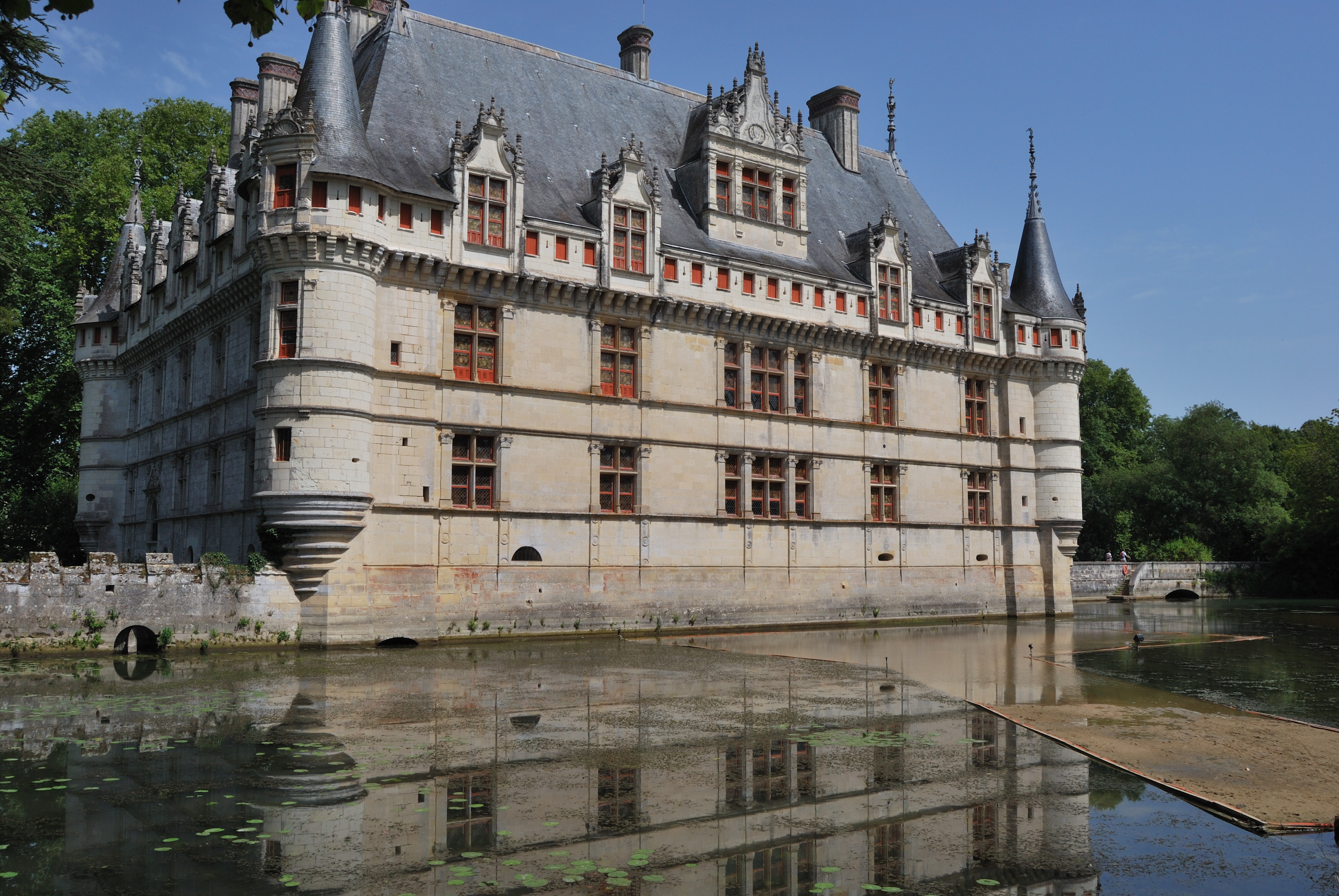
Château d'Azay-le-Rideau
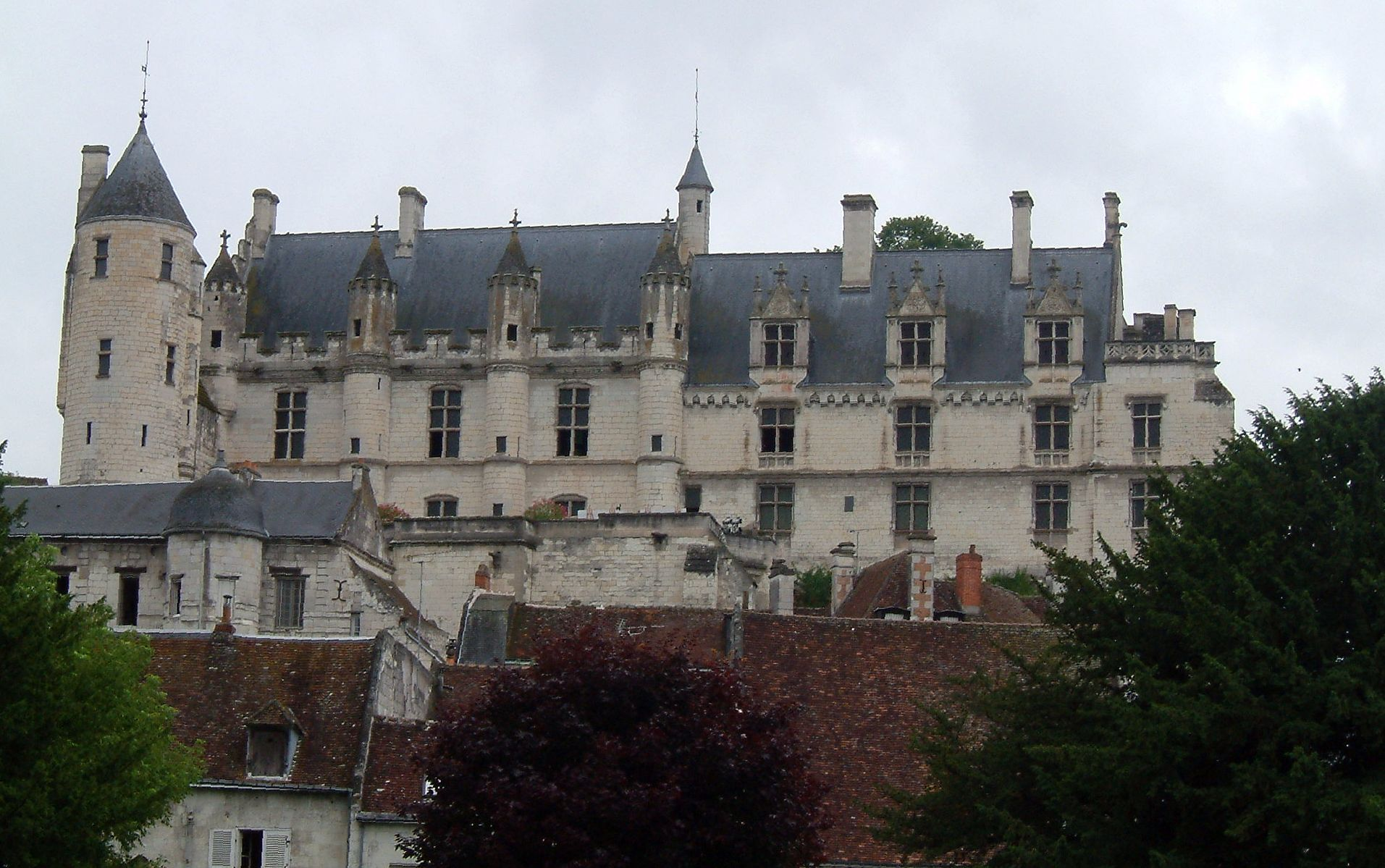
Cité royale de Loches
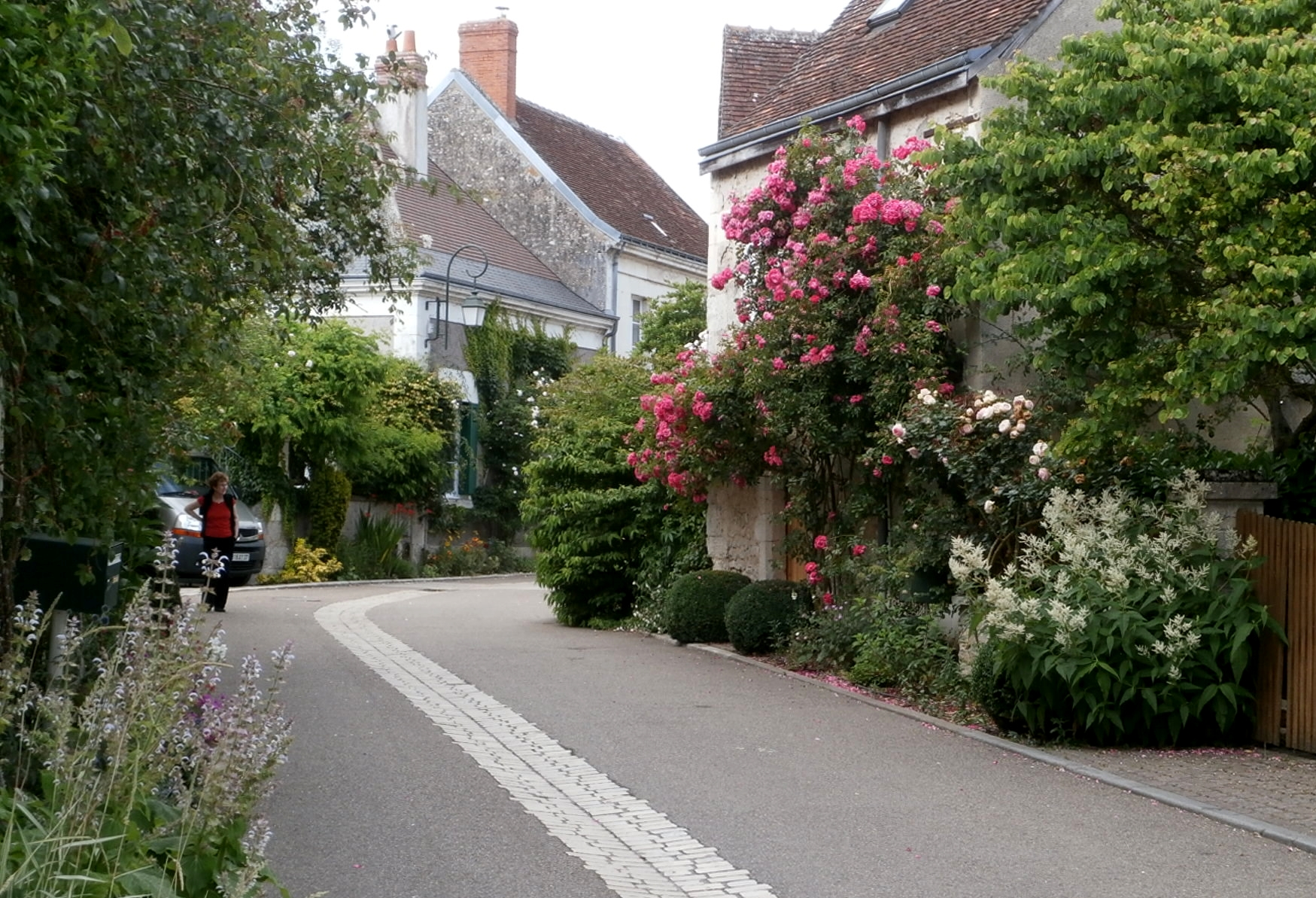
Village jardin de Chédigny
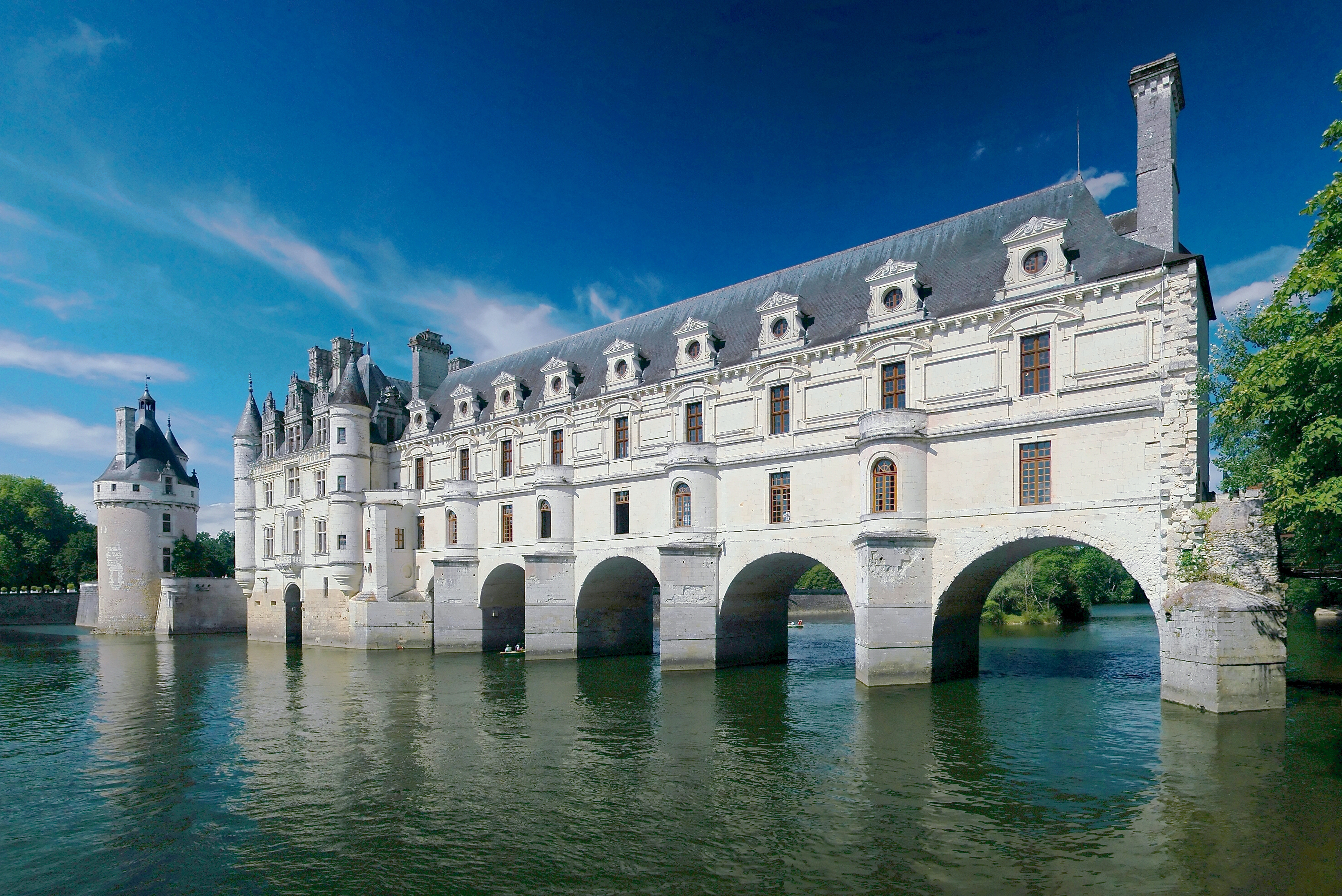
Château de Chenonceau
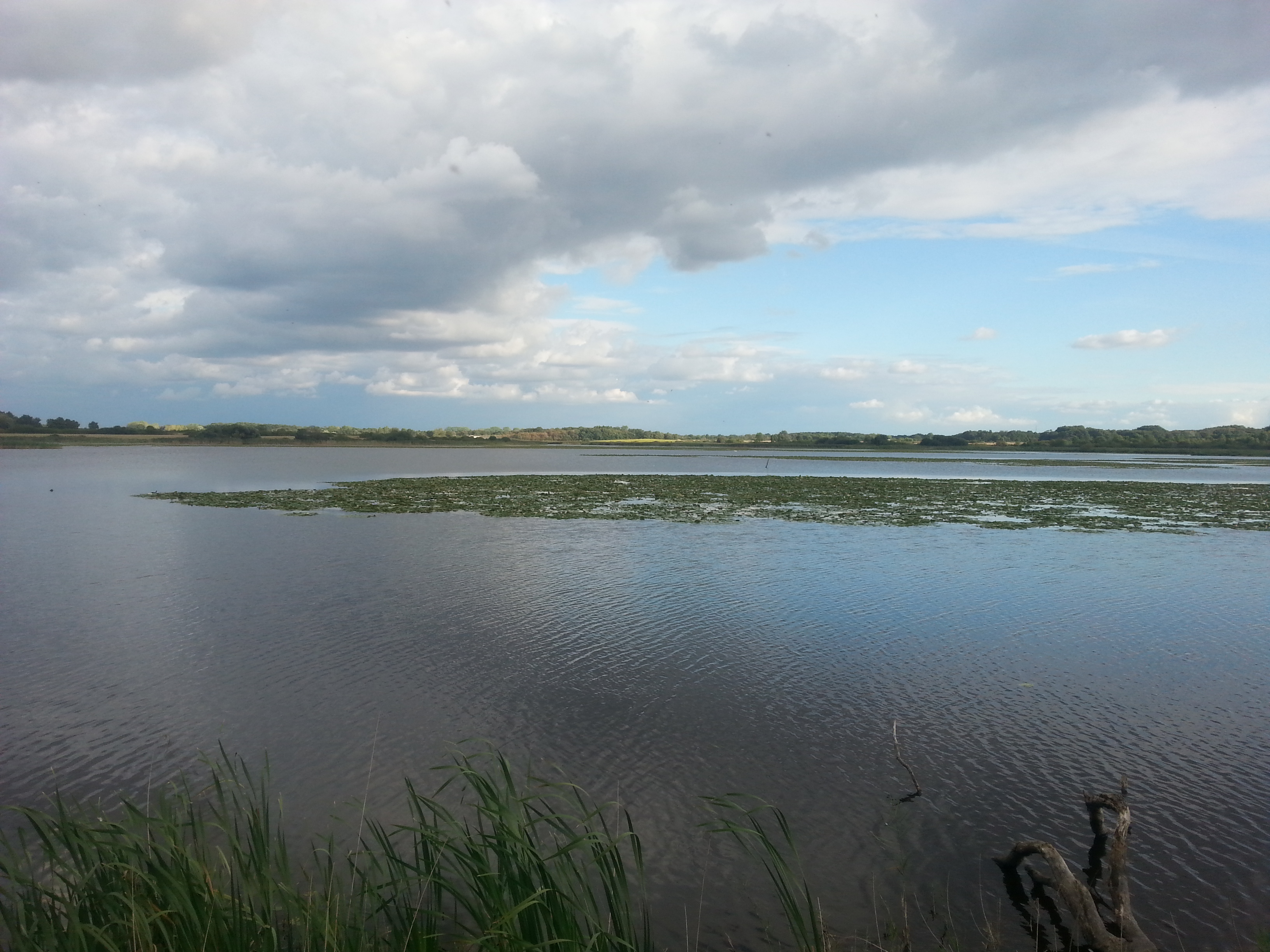
Parc de la Brenne
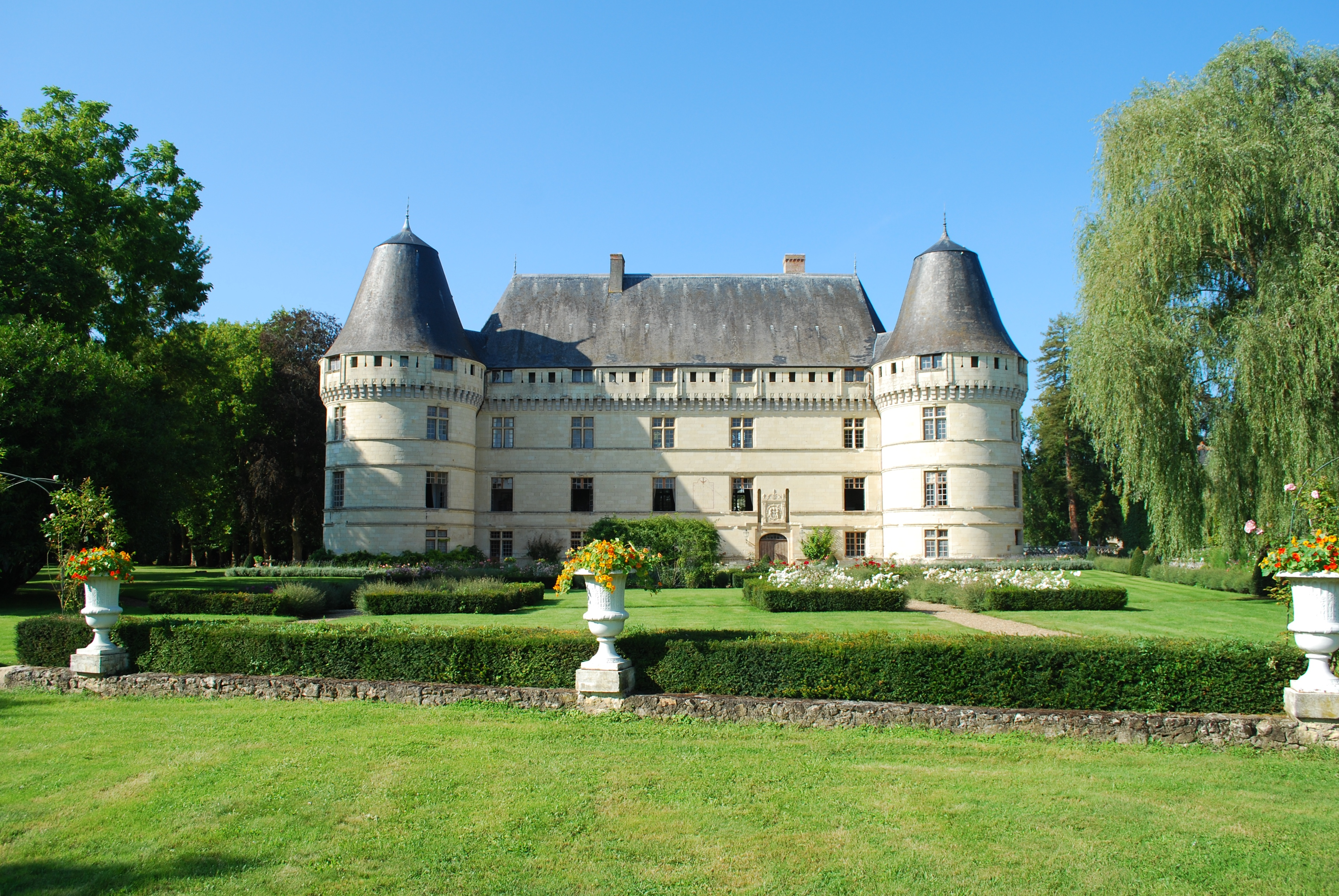
Château de l'Islette
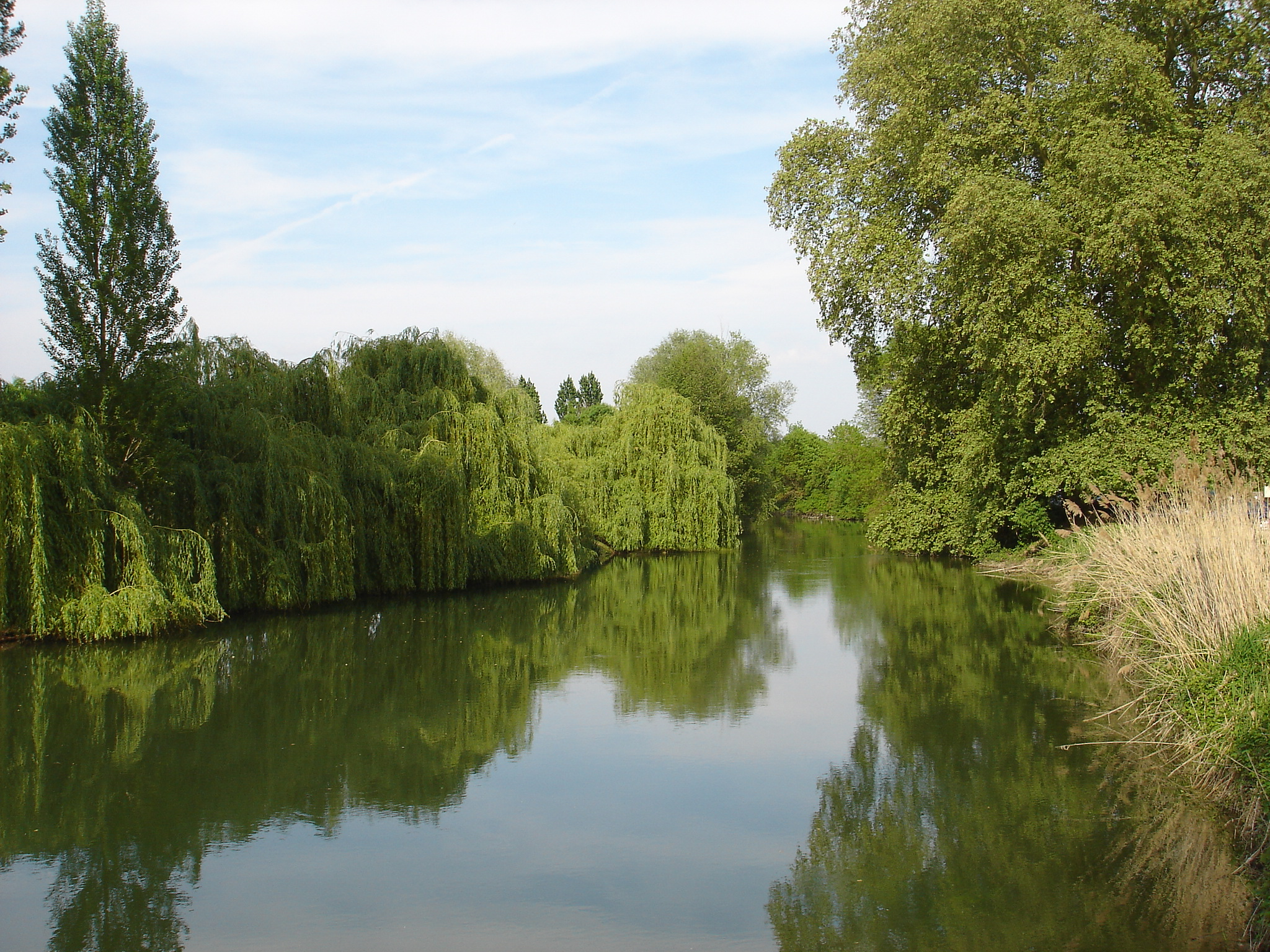
L'Indre à Rigny-Ussé
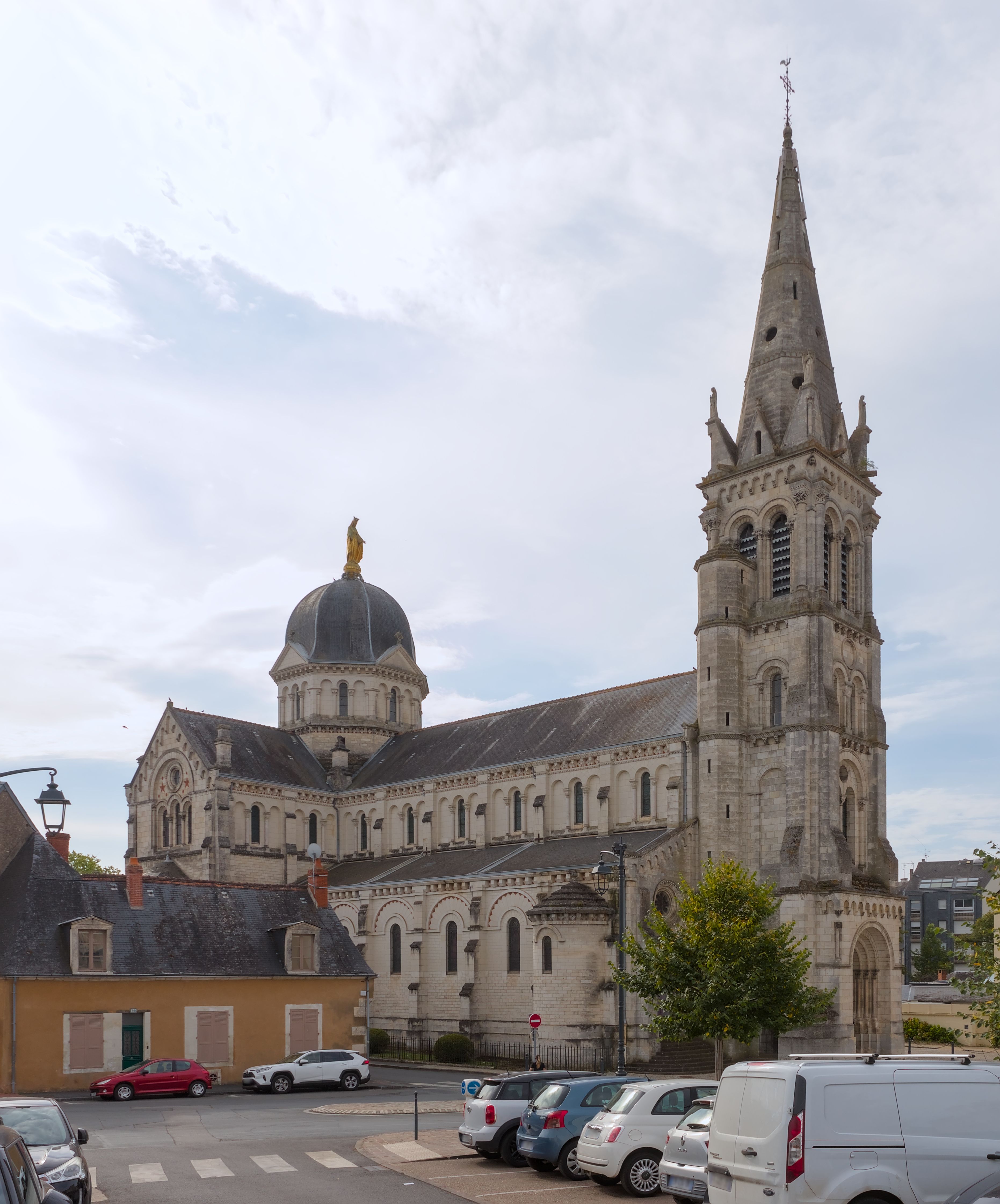
Église Notre-Dame de Châteauroux
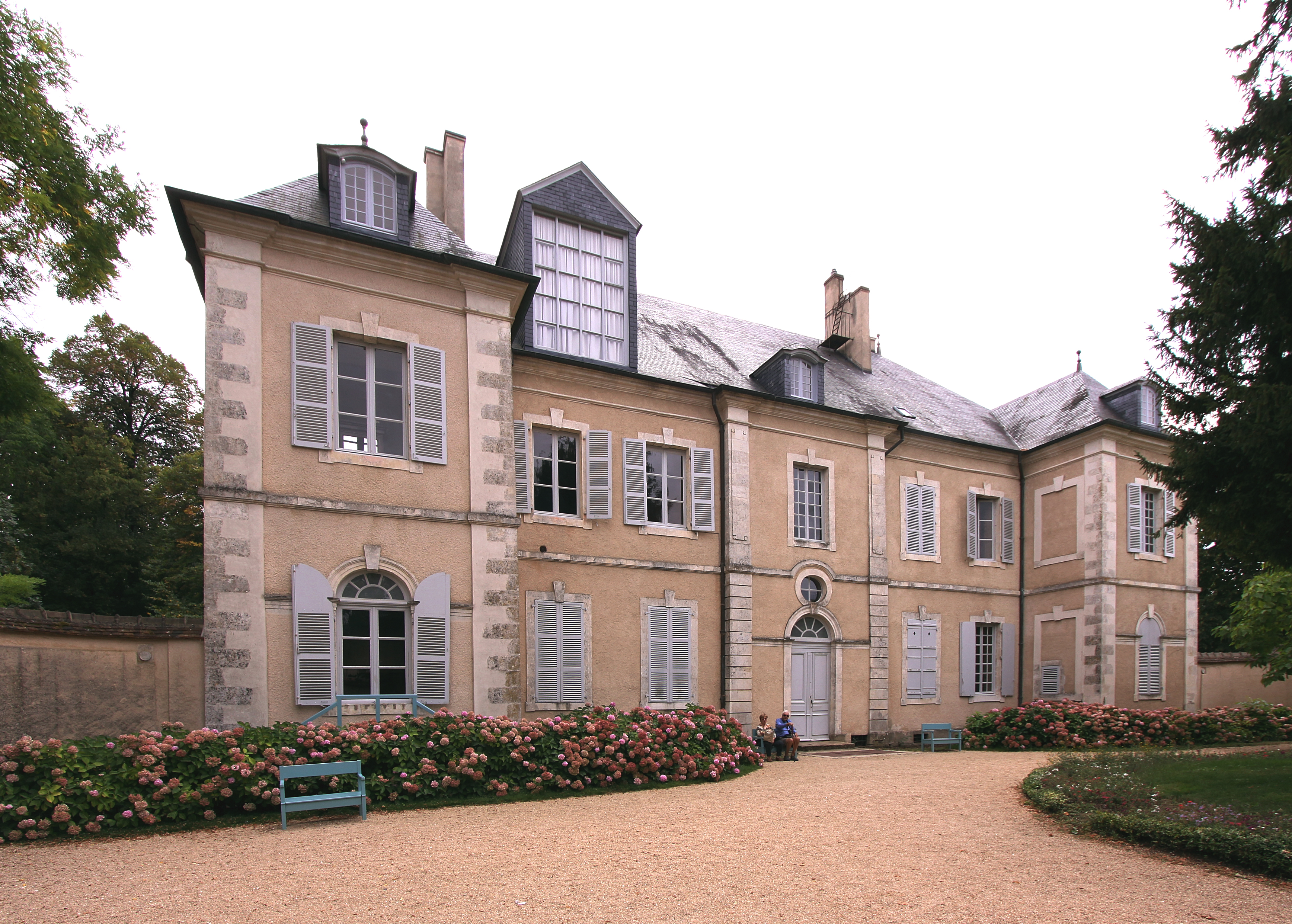
Maison de George Sand à Nohant
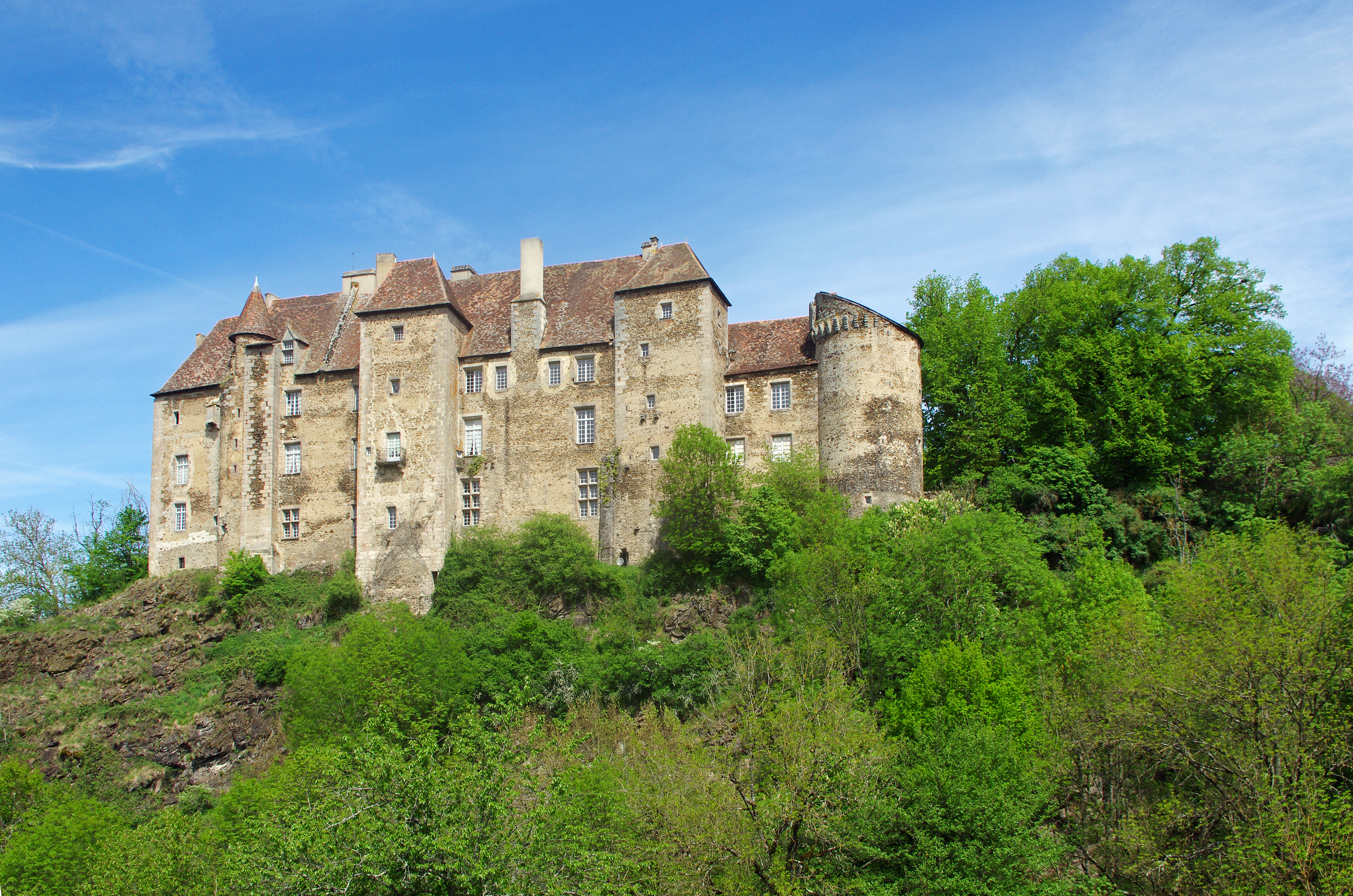
Château de Boussac
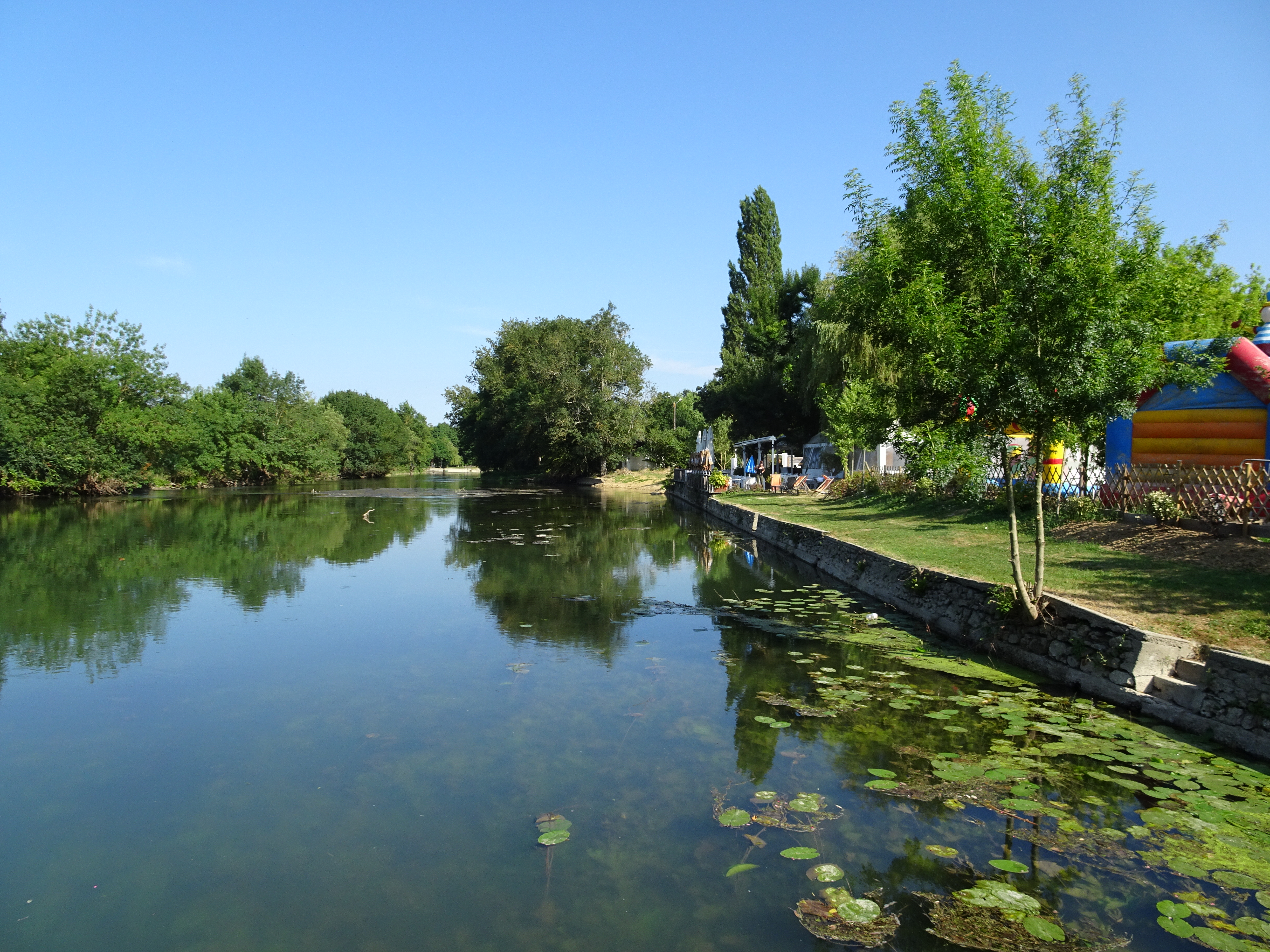
L'Indre à Montbazon
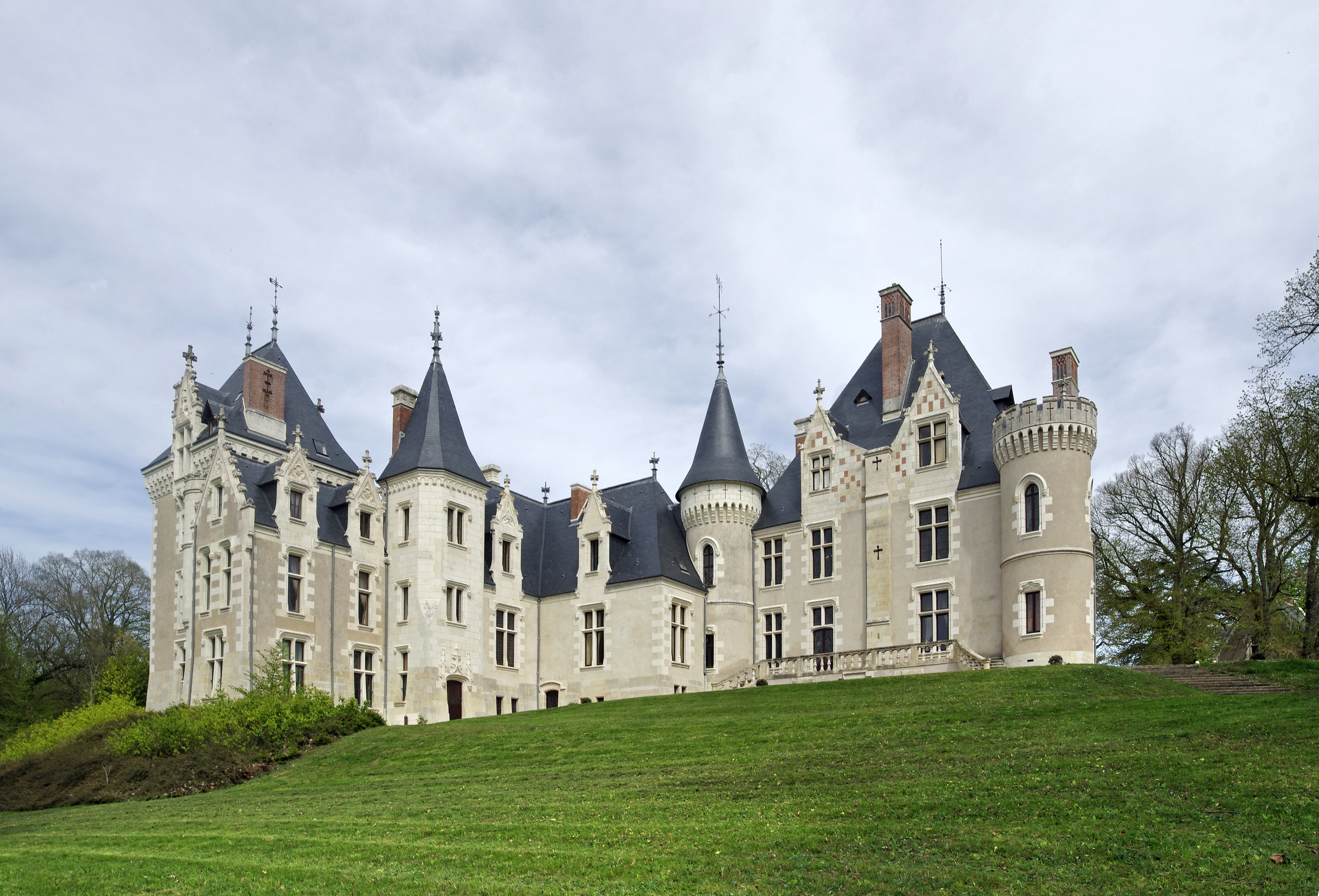
Château de Candé
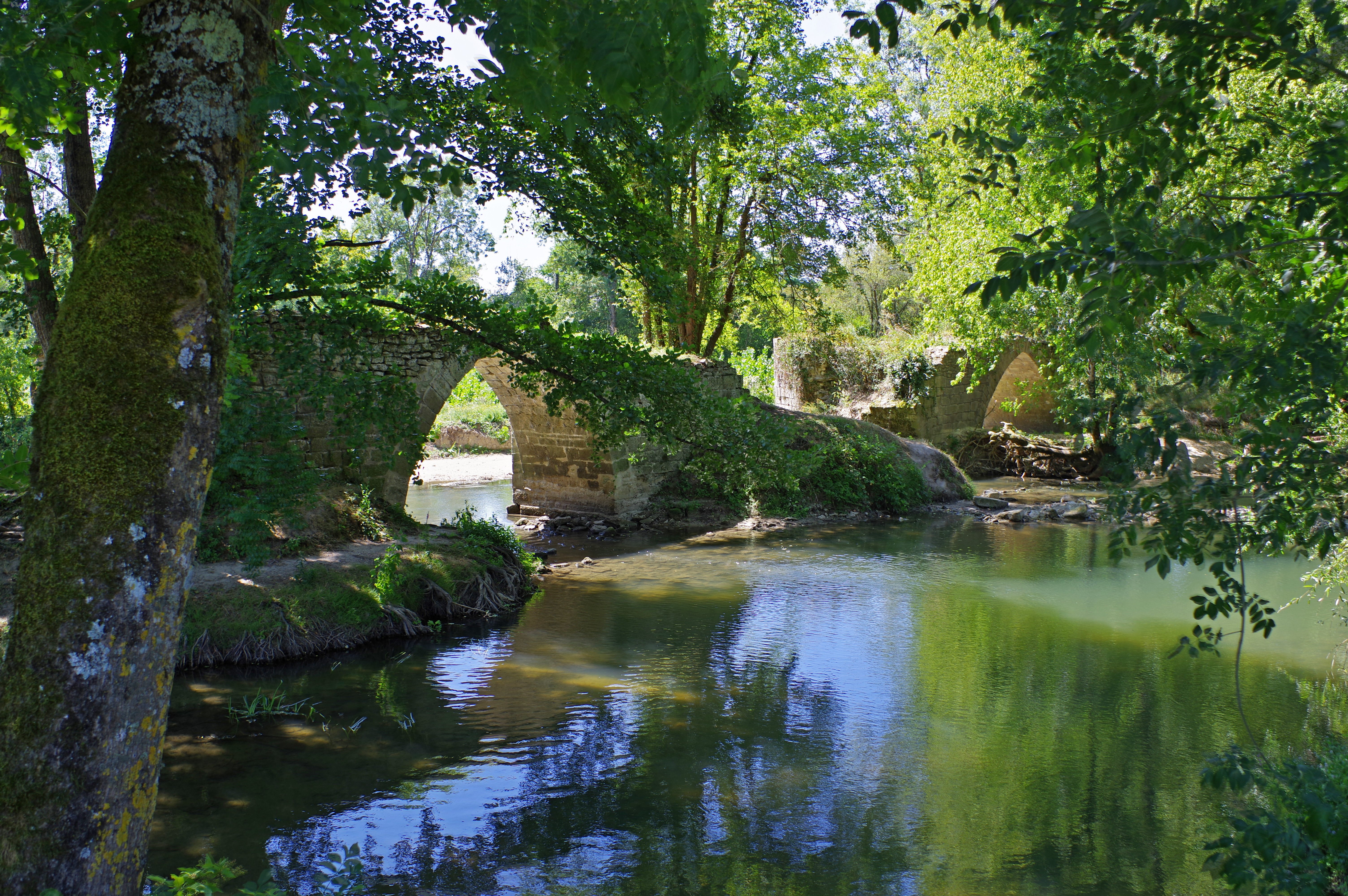
Pont dit «Pont Romain» à Chambourg-sur-Indre, au lieu dit l’Isle Auger
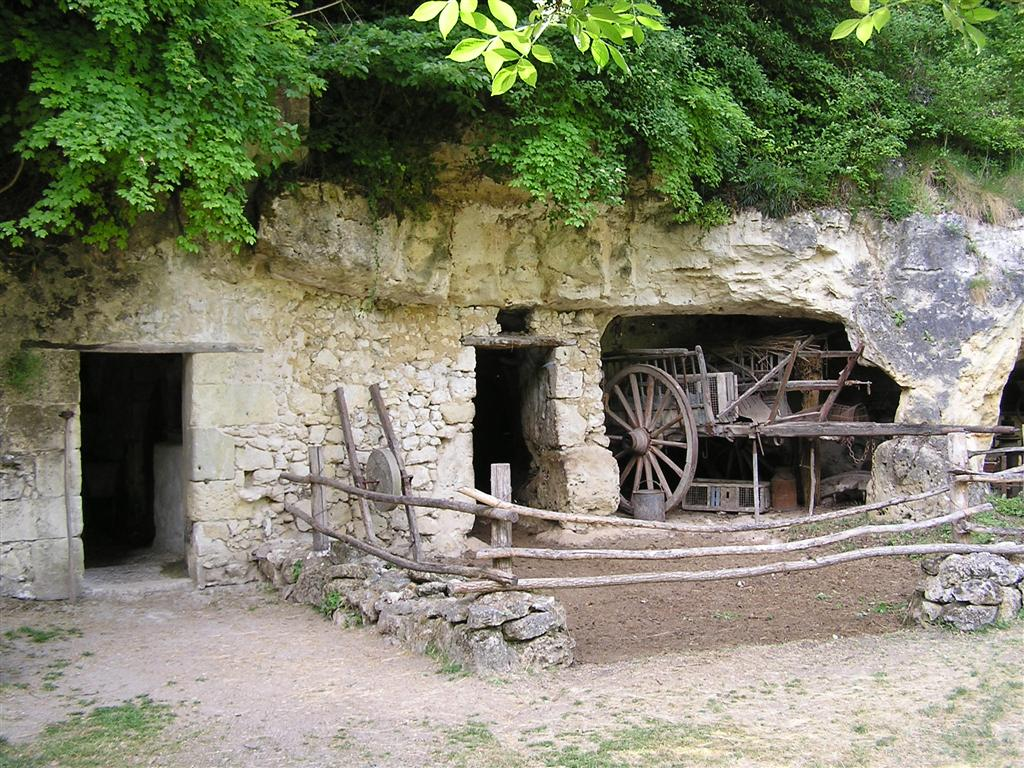
Vallée des Troglodytes des Goupillières
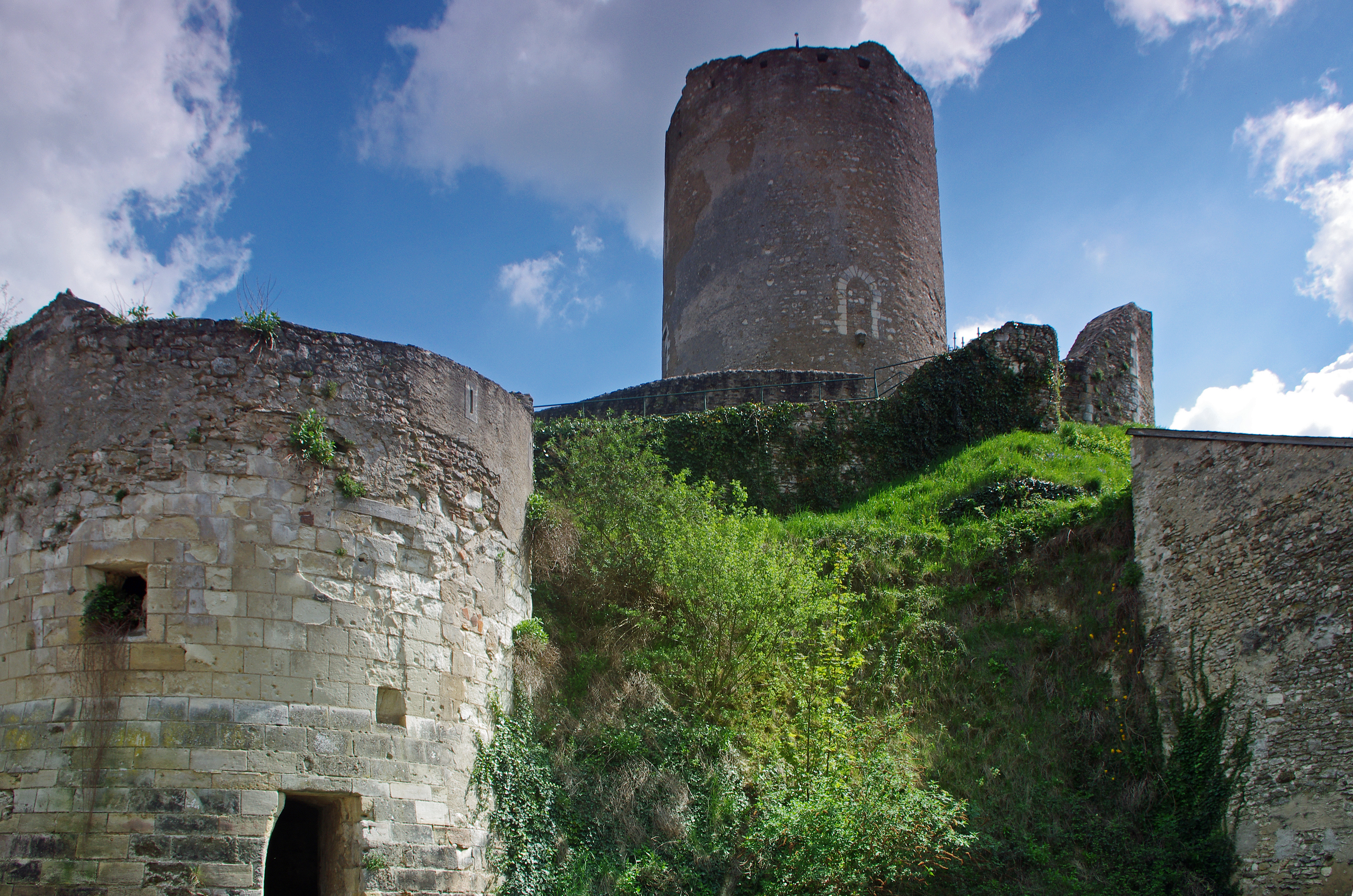
La Tour de César à Châtillon-sur-Indre